# كين تورنر (سياسي)
كين تورنر (بالإنجليزية: Ken Turner)‏ هو سياسي أسترالي، ولد في 6 مايو 1944 في بريزبان في أستراليا. حزبياً، نشط في مستقل. وقد انتخب عضو المجلس التشريعي ولاية كوينزلاند.